# Чертополох курчавый
Чертополо́х курча́вый (лат. Carduus crispus) — вид двудольных растений рода Чертополох (Carduus) семейства Астровые (Asteraceae). Растение впервые описано шведским систематиком Карлом Линнеем в 1753 году.
Обычный для России вид чертополоха. Традиционные русские названия — басурманская трава, бодяк красноголовый, волчец, дедовник, драпач, ёж, колкий арепейник, колючник, репей колючий, татарник, царь-мурат, чертогон, шишебарник.

## Ботаническое описание

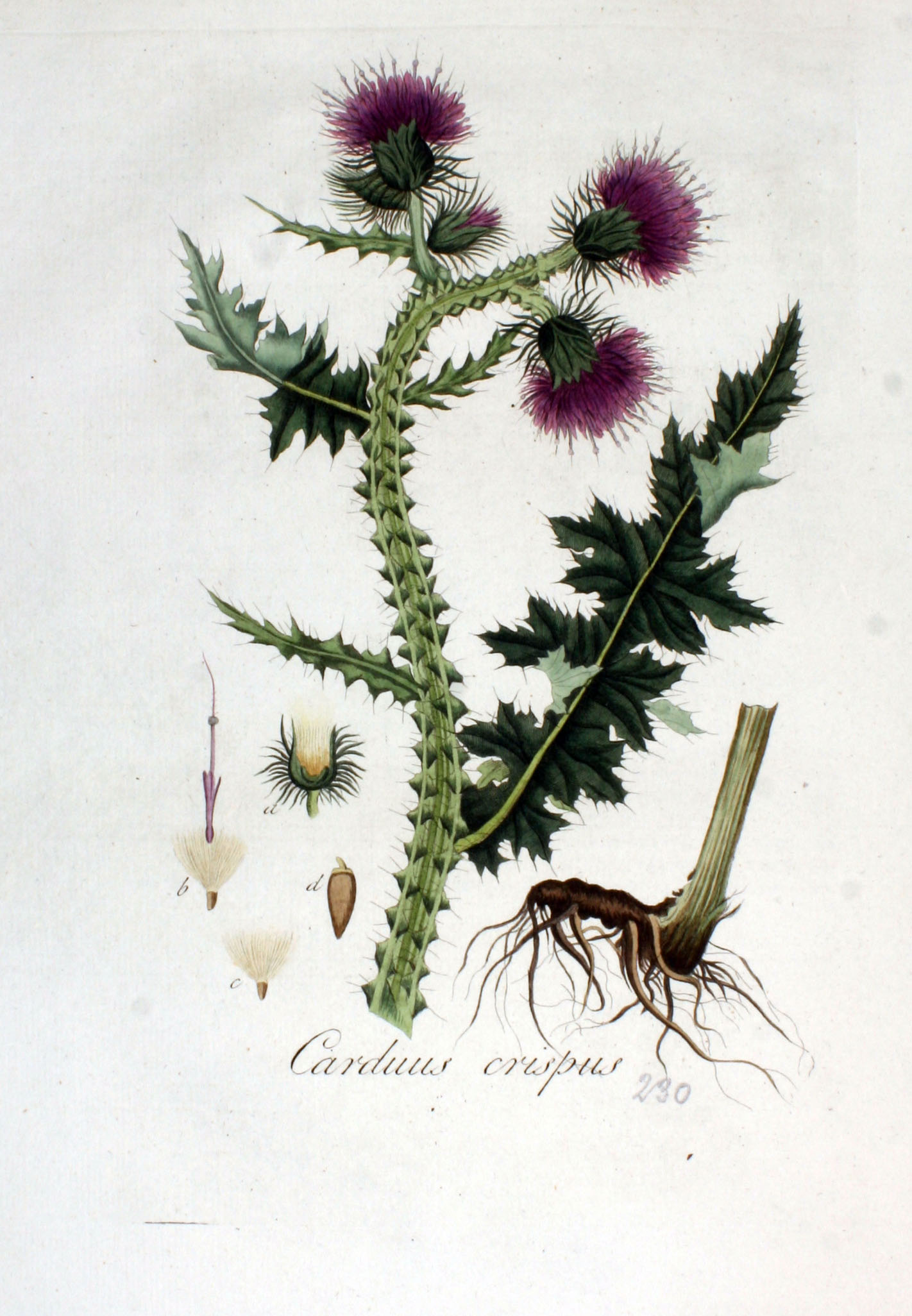
Ботаническая иллюстрация Я. Копса из книги Flora Batava. Volume 3, 1814.

Двулетнее растение высотой 60—180 см с веретеновидным корневищем и прямостоячим стеблем.
Соцветие — корзинка.
Плод — мелкая семянка с хохолком, сероватого оттенка.
Цветёт в июне—сентябре, плодоносит в июле—октябре.

## Распространение
Широко распространён в Европе, в центральной и восточной Азии, а также в Индии. Натурализован в США и Канаде. Встречается в Приморье и Приамурье, в Ленинградской области.
Растёт по лесным опушкам, в оврагах, в кустарниках, по берегам рек и ручьев, по лугам и полям, около дорог и жилья.

## Значение и применение
Чертополох курчавый — известное сорное растение.
Медонос. Одно соцветие выделяет 3—7 мг нектара. Особенно ценен как поздний медонос. На одном растении может быть около 100 головок. В составе сахаров нектара фруктозы было 62,46%, глюкозы—26,51 и сахарозы —11,04%. Определение нектарности одного соцветия растущего в Михайловском районе в пойме реки Илистая показало  содержание 3,0—23,4 мг сахара.
Охотно поедается алтайским маралом (Cervus elaphus sibiricus Severtzow).
Широко используется в народной медицине.
Одним из методов колдовского лечения было «изгнание духов болезни». Для этого использовались различные «магические растения», в частности чертополох («чертогон»), дымом которым окуривали больного. При этом клали траву на печь-каменку.
У вепсов считается оберегом, колючие пучки вешают в сенях и хлеву.

## Классификация

### Таксономия[11]
Carduus crispus L., 1753, Sp. Pl. : 821
Вид Чертополох курчавый относится к роду Чертополох (Carduus) семейства Астровые (Asteraceae) порядка Астроцветные (Asterales). Кладограмма в соответствии с Системой APG IV:
|  |                                      |  |                                   |                                   |                    |  | ещё 10 семейств | ещё 10 семейств |                     |  |  |  | ещё 113 подтверждённых и 125 в статусе «непроверенных» видов и инфравидовых таксонов |
|  |                                      |  |                                   |                                   |                    |  | ещё 10 семейств | ещё 10 семейств |                     |  |  |  | ещё 113 подтверждённых и 125 в статусе «непроверенных» видов и инфравидовых таксонов |
|  |                                      |  |                                   | порядок Астроцветные              |                    |  |                 |                 | род Чертополох      |  |  |  |                                                                                      |
|  |                                      |  |                                   | порядок Астроцветные              |                    |  |                 |                 | род Чертополох      |  |  |  |                                                                                      |
|  | отдел Цветковые, или Покрытосеменные |  |                                   |                                   | семейство Астровые |  |                 |                 | Чертополох курчавый |  |  |  |                                                                                      |
|  | отдел Цветковые, или Покрытосеменные |  |                                   |                                   | семейство Астровые |  |                 |                 |                     |  |  |  |                                                                                      |
|  |                                      |  | ещё 63 порядка цветковых растений | ещё 63 порядка цветковых растений |                    |  |                 | ещё 1804 рода   | ещё 1804 рода       |  |  |  |                                                                                      |
|  |                                      |  |                                   | ещё 63 порядка цветковых растений |                    |  |                 |                 | ещё 1804 рода       |  |  |  |                                                                                      |

### Синонимы
- Carduus crispus subsp. agrestis  Vollm.
- Carduus crispus var. albus  Makino
- Carduus crispus subsp. incanus  (Klok.) Soó
- Carduus crispus var. integrifolius  Rchb.
- Carduus crispus var. microcephalus  Domin